# Les Chemins du vent
Albums de Anne Sylvestre
Partage des eaux Bye mélanco
Les Chemins du vent est un album d'Anne Sylvestre paru chez EPM en octobre 2003.

## Historique
Publié en octobre 2003, Les Chemins du vent est le vingt-deuxième album d'Anne Sylvestre.
La sortie de l'album est accompagnée d'une tournée. La création a lieu du 5 novembre 2003 au 3 janvier 2004 à l'Auditorium Saint Germain à Paris, puis la tournée se termine le 20 mars 2007 à Le Quesnoy, en passant par les FrancoFolies de Montréal en 2004.

## Titres
Toutes les chansons sont écrites et composées par Anne Sylvestre.
| No  | Titre                      | Durée      |
| --- | -------------------------- | ---------- |
| 1.  | Les Oiseaux du rêve        | 3 min 19 s |
| 2.  | Chanson d'amour à l'envers | 3 min 23 s |
| 3.  | Compostelle                | 4 min 29 s |
| 4.  | Le P'tit Grenier           | 3 min 13 s |
| 5.  | C'est chouette             | 2 min 26 s |
| 6.  | Les Chemins du vent        | 3 min 45 s |
| 7.  | Berthe                     | 3 min 52 s |
| 8.  | La Cathédrale de papier    | 3 min 59 s |
| 9.  | Berceuse de Bagdad         | 3 min 25 s |
| 10. | Qu'est-ce que j'oublie     | 3 min 21 s |
| 11. | Le Deuxième Œil            | 3 min 34 s |
| 12. | Comme un grand cerf-volant | 4 min 19 s |
| 13. | Langue-de-pute             | 5 min 35 s |

## Musiciens
- Piano : Philippe Davenet, Georges Rabol
- violon : Alain Kouznetzoff
- Alto : Marc Desmons
- Violoncelle : Matthieu Rogué
- Guitares : Gérard Niobey, Barthélémy Raffo
- Basse : Michel Peyratout
- Contrebasse : Stéphane Logerot
- Flûtes, clarinette, saxophone : Romain Mayoral
- Flûtes à bec : Michel Sanvoisin
- Hautbois, cor anglais : Anne Regnier, François-Xavier Bourin
- Cor : Jean-Jacques Justafré
- Percussion, batterie : Claude Jean, Jean-Paul Batailley
- Orchestrations et direction musicale : François Rauber

## Production
- Prise de son : Thierry Alazard (studio du Palais)
- Mastering : Raphaël Jonin-Dyam
- Photos : Suzanne Langevin
- Création graphique : s.lheureux / Créaprim

## Réception
L'album et sa tournée restent ignorés par la télévision, exception faite de l'émission « On a tout essayé » de Laurent Ruquier, mais sont remarqués par la radio de service public, ainsi que par la presse écrite. 20 minutes salue « un tour de chant brut d'émotion ». La Croix célèbre la capacité de l'artiste à éviter la nostalgie après quarante-six ans de métier. Le Figaro Magazine vante « une artiste qui se moque des tendances », tout comme Marianne. Véronique Mortaigne dans le Monde salue également  la capacité d'Anne Sylvestre à être épargnée par l'usure du temps, sinon pour le chanter avec humour dans Qu'est-ce que j'oublie ?.